# Sukadana (Kota Kayu Agung)
Sukadana is een bestuurslaag in het regentschap Ogan Komering Ilir van de provincie Zuid-Sumatra, Indonesië. Sukadana telt 4792 inwoners (volkstelling 2010).